# Bảo Bình (xã)
Bảo Bình là một xã thuộc huyện Cẩm Mỹ, tỉnh Đồng Nai, Việt Nam.
Xã Bảo Bình có diện tích 37,38 km², dân số năm 2014 là 15.732 người, mật độ dân số đạt 421 người/km².

## Hành chính
Xã Bảo Bình được chia thành 5 ấp: Lò Than, Tân Bảo, Tân Bình, Tân Hòa, Tân Xuân.